# Љубица Поповић Бјелица
Љубица Поповић Бјелица (Нови Сад, 1948 — Нови Сад, 2018) била је књижевница, књижевна критичарка, добар познавалац и хроничар војвођанске културне историје и знаменитих личности завичајног поднебља.
Студије књижевности завршила је на Филозофском факултету у Новом Саду, на коме је и магистрирала са темом Др Јован Суботић као уредник Летописа Матице српске. Радила је у више основних школа у Новом Саду, те обављала дужност одговорног уредника (у једном периоду главног и одговорног уредника) за српски језик у Заводу за уџбенике и наставна средства Београд — Одељење у Новом Саду. Коаутор је једног приручника за наставу српског језика, аутор више научних радова и мноштва публицистичких чланака у периодици. У улози сценаристе и књижевног критичара била је дугогодишња сарадница ТВ Нови Сад. Неке од својих написа сабрала је у књигама: Реч после (1994), Преплитање времена (1997), Одблесци трајања (2000), Разговор са сликом (2004), Реч после, опет (2008), О Черевићу из Черевића (2012). Написала је роман Тролист Богдана Дунђерског (2002), као и роман Сеобник (2019), који је објављен постхумно. Поезију свога деде, Мирка Поповића из Невесиња, приредила је у књизи У Бога имај над (2010), као и написе о Милени Стефановић, љубави песника Јована Грчића Миленка - Милена, Миленков незаборав (2013). Међу бројним признањима које је добила издваја се Златна значка Културно-просветне заједнице Србије (2002).